# Sant Fruitós de Bages
Sant Fruitós de Bages è un comune spagnolo di 5 936 abitanti situato nella comunità autonoma della Catalogna.